# Eparchia Miszkolca
Eparchia Miszkolcu – eparchia Kościoła greckokatolickiego na Węgrzech. Istnieje od 1924 (do 2015 jako egzarchat). Obecnym ordynariuszem jest biskup Atanáz Orosz (od 2011).

## Lista egzarchów
- Antal Papp (1924-1945)
- Miklós Dudás (1946-1972)
- Imre Timkó † (1975–1988)
- Szilárd Keresztes (1988–2007)
  - Fülöp Kocsis (2008–2011) (administrator apostolski)
- Atanáz Orosz, od 2011